# Pavle Jurina
Pavle Jurina (* 2. Januar 1955 in Našice, SFR Jugoslawien; † 2. Dezember 2011 in Bjelovar, Kroatien) war ein kroatischer Handballtrainer und Handballspieler, der zumeist auf Rückraum Rechts eingesetzt wurde. Jurina erlag am 2. Dezember 2011 einem Herzversagen.

## Karriere
Der 1,94 m große und zu seiner aktiven Zeit 95 kg schwere Linkshänder begann mit dem Handballspiel in seiner Heimatstadt bei RK Partizan Našice. 1976 wechselte er zum RK Partizan Bjelovar, mit dem er 1977 und 1979 die jugoslawische Meisterschaft gewann. Mitte der 1980er Jahre verließ er seine Heimat und ging zum SC Gaeta nach Italien. In der Saison 1986/1987 spielte er für den deutschen Bundesliga-Aufsteiger TuS Schutterwald. Trotz 150 Toren in 26 Spielen konnte er den Abstieg nicht verhindern. Der rechte Rückraumspieler wurde dreimal (1979, 1980 und 1982) zum besten Handballer Jugoslawiens gewählt.
Mit der Jugoslawischen Nationalmannschaft nahm Pavle Jurina am ersten Supercup 1979 in Deutschland teil. Im gleichen Jahr gewann er die Goldmedaille bei den Mittelmeerspielen in Split. Ein Jahr darauf erreichte er bei den Olympischen Spielen 1980 in Moskau den fünften Platz und war mit 33 Treffern in sechs Spielen bester Torschütze seiner Mannschaft. Bei der Weltmeisterschaft 1982 in Deutschland gewann er eine weitere Medaille. Im Finale unterlag er der sowjetischen Auswahl mit 27:30 nach Verlängerung. Bei den Mittelmeerspielen 1983 in Marokko holte er erneut die Goldmedaille. Bei den Olympischen Spielen 1984 in Los Angeles gelang ihm sein größter Erfolg. Durch ein 18:17 im Finale über Deutschland wurde er Olympiasieger. Mit diesem Triumph beendete er seine Nationalmannschaftskarriere nach 140 Einsätzen.
Nach dem Ende seiner aktiven Zeit trainierte er mehrere italienische Mannschaften.

## Privates
Sein Sohn Jan Jurina ist Handballtorwart beim SSV Bozen Loacker.